# Kirrwiller-Bosselshausen
Kirrwiller-Bosselshausen é uma comuna francesa na região administrativa de Grande Leste, no departamento Baixo Reno. Estende-se por uma área de 8,19 km². Em 2010 a comuna tinha 533 habitantes (densidade: 65,1 hab./km²).